# انزوای اجتماعی
انزوای اجتماعی وضعیت عدم ارتباط کامل یا تقریباً کامل بین یک فرد و جامعه است. این وضعیت با تنهایی متفاوت است که نشان دهندهٔ عدم تماس موقّت و غیرارادی با انسان‌های دیگر جهان است. انزوای اجتماعی ممکن است معضلی برای افراد در هر سنی باشد، هر چند احتمال اینکه علائم بر اساس گروه سنی متفاوت باشد، وجود دارد.
انزوای اجتماعی در هر دو موردِ موقّت و برای کسانی که چرخهٔ ایزوله شدن مادام‌العمر دارند دارای ویژگی‌های مشابه است. انواع انزوای اجتماعی شامل ماندن در خانه برای مدت طولانی، عدم ارتباط با خانواده، آشنایان یا دوستان و/یا جلوگیری از بروز هرگونه تماس با انسان‌های دیگر در هنگام بروز این فرصت‌ها می‌باشد.

## آثار
انزوای واقعی اجتماعی در طول سال‌ها و دهه‌ها می‌تواند یک بیماری مزمن باشد که بر همه جنبه‌های وجود شخص تأثیر می‌گذارد. انزوای اجتماعی می‌تواند به احساس تنهایی، ترس از دیگران یا اعتماد به نفس منفی منجر شود. فقدان تماس مستمر انسانی همچنین می‌تواند باعث تعارض با دوستان (محیطی) شود، فرد منزوی اجتماعی ممکنست ندرتاً با اعضای خانواده صحبت کند.
در مورد انزوای مربوط به خُلق (mood-related isolation)، فرد ممکن است در طی یک اپیزود افسردگی، منزوی شود تا سطحی که روحیه‌اش بهبود یابد. ممکن است فرد سعی کند رفتار منزوی خود را لذت بخش یا راحت تظاهر کند.
روابط می‌تواند برای فرد منزوی یک چالش باشد، چراکه شاید فرد در خلال روحیه سالم‌تر با دیگران ارتباط برقرار کند و با بازگشت به حالت ایزوله به خاطر یک روحیه ضعیف یا افسرده متعاقباً به حالت منزوی بازگردد.
انزوای اجتماعی می‌تواند یک عامل مستعدکننده برای خودکشی باشد. افرادی که زندگی خود را در انزوا تجربه می‌کنند نسبت به افرادی که روابط اجتماعی محکمی با دیگران دارند نسبت به خودکشی آسیب پذیرتر هستند. یک مطالعه نشان داد که انزوای اجتماعی یکی از شایع‌ترین عوامل خطر شناسایی شده در مردان استرالیایی است که اقدام به خودکشی می‌کنند. پروفسور ایان هیکی از دانشگاه سیدنی معتقد است که انزوای اجتماعی شاید مهم‌ترین عامل مؤثر در اقدام به خودکشی مردان باشد. هکی گفت شواهد زیادی وجود دارد مبنی بر اینکه مردان از شبکه‌های اجتماعی محدودتر از زنان برخوردار بودند و این شبکه‌ها به شدت مبتنی بر کار هستند.
فقدان روابط اجتماعی بر توسعه ساختار مغز تأثیر منفی می‌گذارد. در موارد شدید انزوای اجتماعی، مطالعات مربوط به موش‌ها و میمون‌های جوان نشان داده‌است که مغز چگونه به دلیل عدم رفتار و روابط اجتماعی به شدت تحت تأثیر قرار می‌گیرد.

## عوامل مؤثر
عوامل خطر زیر به فاصله گرفتن افراد از جامعه دامن می‌زنند:
- عامل سیاسی: ممکن است فرد یا افرادی از یک گروه اجتماعی یا مذهبی خاص برای اعتراض و فرار از سیاست‌های دولت حاکم امکان فعالیت اجتماعی و اقتصادی نداشته باشند و مجبود به خانه نشینی شوند.
- سیاست‌های دولتی برای کاهش یا کنترل جمعیت ممکن است باعث شود خانواده‌ها به تک فرزندی روی بیاورند.
- مهاجرت: مهاجرت یا سفرهای پی در پی به‌دلایل مختلف فقر گرانی مسکن اجاره نشینی مهاجرت کاری بحران‌های بیکاری و اقتصادی و جنگی سبب می‌شوند منطقه‌ای خالی از سکنه شده و ساکنان برای ادامه زندگی مجبور به کوچ کردن به مناطق با زبان‌های بیگانه باشند و این مسئلهٔ اختلاف زبانی با سایر ساکنان محلی منطقه جدید باعث به‌وجود آمدن دشمنی و درنهایت انزوا می‌شود به‌ویژه در سنین پیری و بزرگسالی
- تغییر سبک زندگی از سنتی به صنعتی و از روستایی به شهری باعث می‌شود افراد مجبور به هماهنگ‌کردن خود با محیط ناآشنا باشند و با محیط قبلی خود نیز بیگانه شوند که این باعث به‌وجود آمدن انزوای اجتماعی می‌شود
- نبود نهادهای حمایت کنندهٔ مدنی و دولتی و خصوصی برای کمک به منزویان و بکار نگرفتنه شدن قشر اقلیت و نبود امکانات تفریحی و سرگرمی و کاری و نبود شغل باعث گوشه نشینی افراد می‌شود برای نمونه در ایران به دلیل شرایط سیاسی حاکم هیچ‌گونه امکانات و برنامه‌ای درخصوص اشتغال و به‌کارگیری اقشار مختلف به‌خصوص جوانان وجود ندارد و نیز اخبار منفی پیاپی منجر به گسترش جو بی‌اعتمادی و نفاق می‌شود.
- بیماری: درکشورهای پیشرفته حمایت از بیماران اوتیسم و منزوی در اولویت قرار دارد و دولت برنامه‌های رفاهی گسترده‌ای را برای زندگی همهٔ اقشار محروم و غنی جامعه تدارک دیده‌است و به فکر آیندهٔ جوانان می‌باشد ولی در ایران کاملاً برعکس می‌باشد.
- خشونت خانگی: فرد از انزوای اجتماعی به عنوان ابزاری برای کنترل قربانی خود استفاده می‌کند.
- بحران خانوادگی: عمدتاً زمانی اتفاق می‌افتد که یکی از اعضای خانواده با بی‌توجهی رفتاری مضر انجام دهد. به عنوان مثال، اگر والدینی علیه فرزندان خود اقدام ناخواسته‌ای انجام دهد، کودک ممکن است وارد شوک شده و در نهایت احساس شکست کند. علاوه بر این، علائم ممکن است برای کودک به مدت نامحدود و با بروز عوارض بیشتری در کودک ادامه داشته باشد.
- سلامتی و معلولیت: افراد ممکن است از معلولیت یا مشکلات سلامتی خود خجالت بکشند، به گونه‌ای که تمایل به جداسازی خود برای جلوگیری از تعامل اجتماعی به دلیل ترس از قضاوت یا ننگ دارند. این مسئله در افرادی که مبتلا به اوتیسم و اختلالات مشابه هستند، شایع است.
- از دست دادن همسر: اگر همسر اخیراً جدا شده، طلاق گرفته یا فوت کرده باشد، فردِ دیگر ممکن است احساس تنهایی و افسردگی کند.
- زندگی به تنهایی: مطالعه‌ای که در سال ۲۰۱۵ توسط مرکز ملی تحقیقات خانواده و ازدواج انجام شد نشان داد که ۱۳ درصد از بزرگسالان در ایالات متحده تنها زندگی می‌کنند، این رقم در سال ۱۹۹۰ به ۱۲ درصد رسیده‌است. میزان زندگی به تنهایی برای افراد زیر ۴۵ سال تغییر نکرده‌است، اما نرخ آمریکایی‌های ۴۵ تا ۶۵ ساله در طی ۲۵ سال گذشته افزایش یافته‌است. افراد بالای ۶۵ سال به ندرت به تنهایی زندگی می‌کنند.
- بیکاری: ممکنست به صورت اخراج، برکناری یا فرار از شغل یا محل کار آغاز شود یا فرد یکی از وظایف خود را ترک کند. اگر فرد در مدت طولانی (یعنی ماه‌ها یا سال‌ها) نتواند شغل جدیدی پیدا کند، احساس انزوا تشدید می‌شود. به نظر می‌رسد که انزوای اجتماعی به دلیل بیکاری به ویژه بر مردان تأثیر می‌گذارد.
- پیری: وقتی فرد به سنی برسد که به مشکلاتی از قبیل اختلالات شناختی و ناتوانی دچار شود، قادر به بیرون رفتن و معاشرت نیست.
- مشکلات حمل و نقل: اگر شخصی وسیله حمل و نقل برای شرکت در اجتماعات یا بیرون رفتن از خانه نداشته باشد، چاره‌ای ندارد جز این که تمام روز در خانه بماند، این مشکل می‌تواند منجر به احساس افسردگی شود.
- آسیب‌های اجتماعی: تمایل به جلوگیری از ناراحتی، خطرات و مسئولیت‌های ناشی از قرار گرفتن در بین مردم. این اتفاق اغلب هنگامی رخ می‌دهد که فرد با کسانی برخورد داشته باشد که بی‌ادب، متخاصم، انتقادگر یا قضاوت کننده و … باشند. در نتیجه شخص ترجیح می‌دهد که برای جلوگیری از دردسرها و مشکلات برخورد با مردم، تنها باشد.
- از دست دادن وقایع خاص: رویدادهای ویژه پر از رسوم و خاطره هاست. اما اگر شخصی نتواند در یک رویداد خاص مانند یک گردهمایی اجتماعی، رقص یا هر نوع رویداد شرکت کند، علائم انزوا رو به افزایش می‌گذارد که می‌تواند تا مدت نامعلومی ادامه یابد. حتی اگر شخص دیگری برای جلوگیری از حضور یک فرد در این رویداد، اقدام ناعادلانه‌ای انجام دهد، ممکن است منجر به انزوا شود، همراه با سایر علائم متعدد از جمله شوک عصبی، که می‌تواند باعث شود قربانی برای جلوگیری از هر گونه آسیب بیشتر در آینده، خود را از هر نوع فعالیت جدا کند.